# Santa Creu de Montclar
Santa Creu de Montclar és una església del municipi de Montclar (Berguedà) inclosa en l'Inventari del Patrimoni Arquitectònic de Catalunya.

## Descripció
És una església romànica d'una sola nau coberta amb volta de canó lleugerament apuntada i rematada per un absis semicircular cobert amb quart d'esfera a llevant. El parament és 'de carreus de pedra de molt diverses dimensions units amb morter. La porta d'entrada està a un dels laterals i és un arc de mig punt adovellat. A l'absis trobem una finestra de doble esqueixada de petites dimensions però no hi ha més obertures. La coberta exterior és a dues aigües amb teula àrab i als peus hi ha un campanar d'espadanya d'un sol ull.

## Història
Església del s. XVII o XVIII, situada dins del terme de Montclar, ja als límits de Montmajor, molt possiblement vinculada a algun d'aquests dos castells.